# Edward Durell Stone

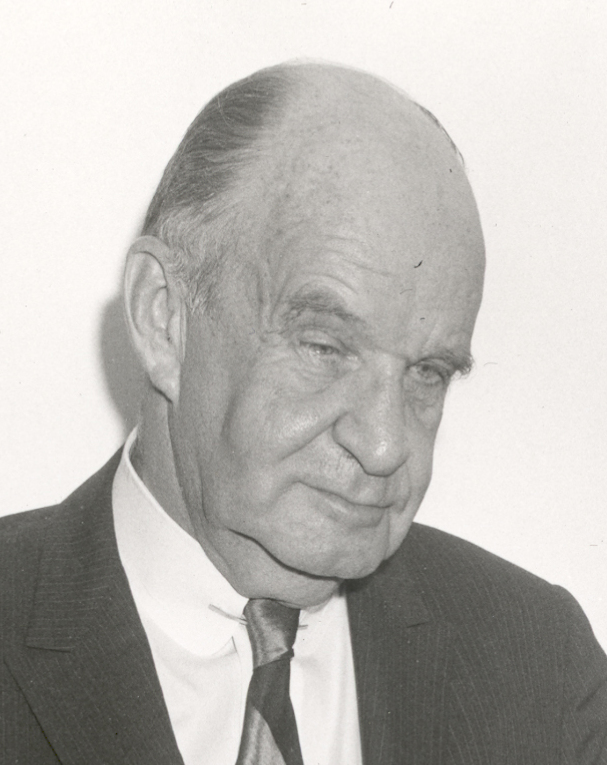
Edward Durell Stone (um 1970)

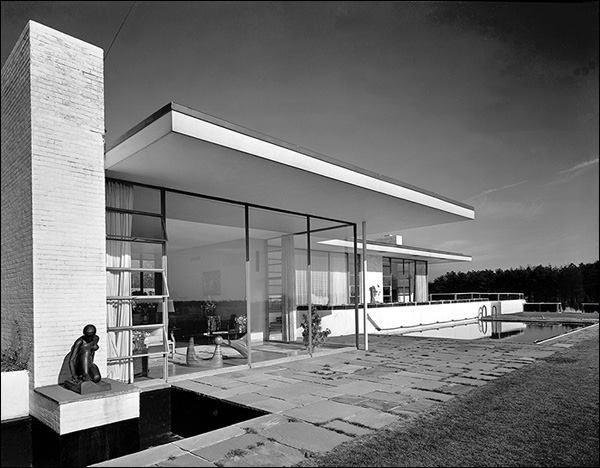
A. C. Goodyear House (1936)

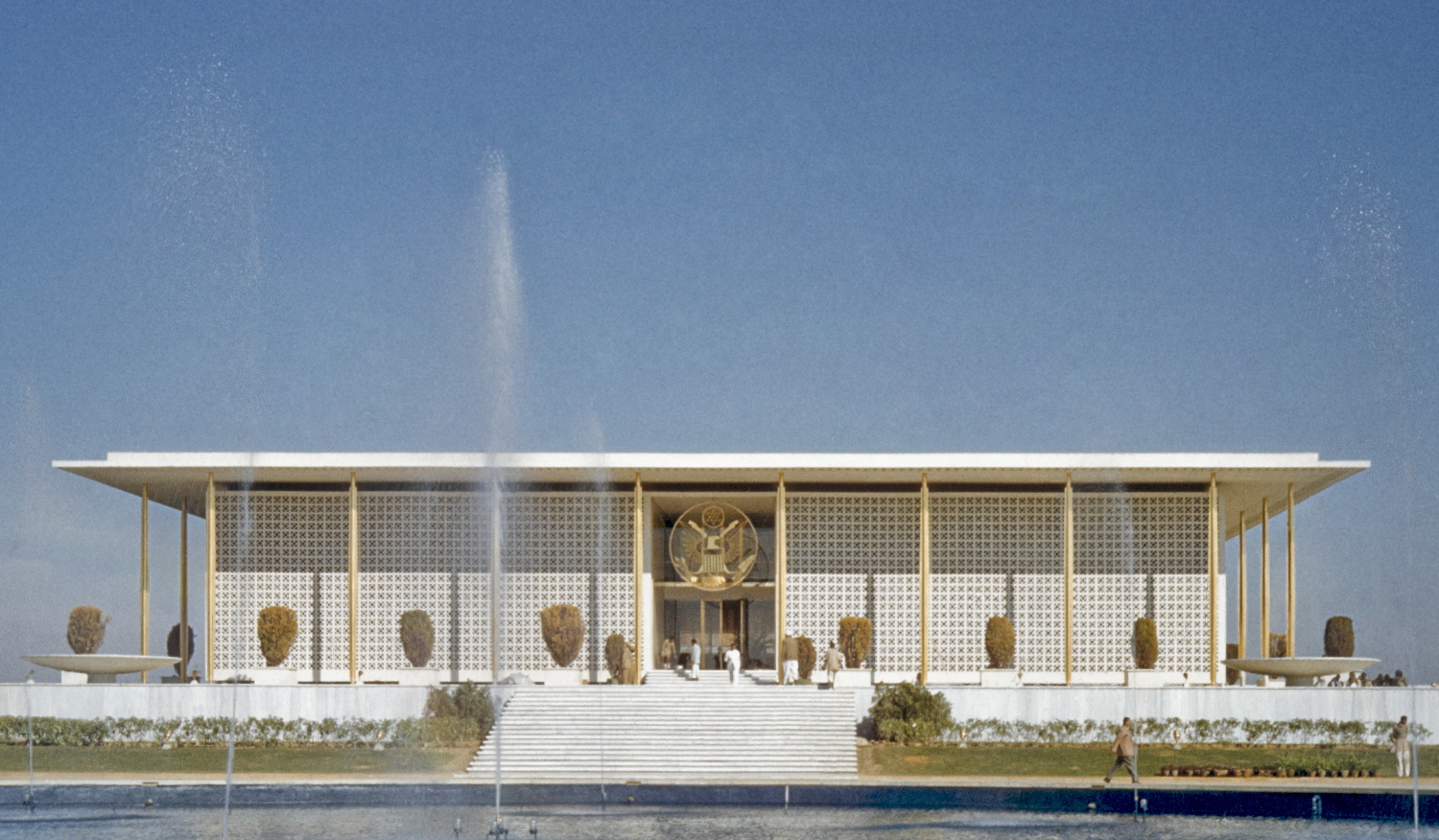
US-Botschaft in New Delhi (1959)

Edward Durell Stone (* 9. März 1902 in Fayetteville, Arkansas; † 6. August 1978 in New York City) war ein US-amerikanischer Architekt, der vor allem für seine geradlinig gestalteten Bauten des Internationalen Stils der 1950er und 1960er Jahre bekannt wurde. Sein in den 1950er Jahren gegründetes Architekturbüro Edward Durell Stone & Associates wurde im Jahr 1984 geschlossen.

## Leben und Werk
Edward Durell Stone wurden in Fayetteville geboren; dort besuchte er auch die University of Arkansas. Er besuchte auch Vorlesungen am M.I.T. und in Harvard. Im Jahr 1927 gewann er das Rotch Travelling Scholarship; mit dem Geld finanzierte er eine zweijährige Europa-Reise, auf der er die Bauten des Internationalen Stils kennen und schätzen lernte.
Nach seiner Rückkehr ließ er sich in Manhattan nieder; für seinen Arbeitgeber Schultze and Weaver designte er Innenausstattungen für das neue Waldorf-Astoria-Hotel. Er wirkte am Bau des Rockefeller Centers mit und wurde Chefdesigner der Radio City Music Hall. Seine ersten eigenständigen Arbeiten waren das Richard H. Mandel House in Mount Kisco, New York (1933), gefolgt vom Ulrich Kowalski House, ebenfalls in Mount Kisco (1934) und das Albert C. Koch House in Cambridge, Massachusetts (1936). Im selben Jahr wurde er Partner beim Bau des Museum of Modern Art, für dessen Leiter Anson Conger Goodyear er ebenfalls ein Privathaus entwarf. Im Rang eines Major war er im Zweiten Weltkrieg für die US Air Force tätig.
Nach Kriegsende wurde mit dem Bau des zehnstöckigen Panama-Hotels (1946) sowie des Fine Arts Center der Universität von Arkansas in Fayetteville (1948) und des 850-Betten-Hospitals der Seguro Social del Empleado in Lima, Peru (1950) beauftragt. Sein bekanntester Bau war die Embassy of the United States, New Delhi (1959). In den 1960er Jahren schuf er zahlreiche Bauprojekte; die bekanntesten waren das John F. Kennedy Center for the Performing Arts (1962) und das General Motors Building (1964–1968) in New York. In den 1970er Jahren schuf er das Florida State Capitol in Tallahassee und das Aon Center in Chicago. Weitere, allerdings weniger bekannte Gebäude folgten, doch zog sich Stone im Jahr 1974 von seinen Aufgaben zurück. Er starb im August 1978 in New York City.

## Mitgliedschaften und Ehrungen
Im Jahr 1958 widmete ihm das Time-Magazine eine Titelstory; ein Jahr später folgte ein Profil im New Yorker. Stone war u. a. Mitglied im American Institute of Architects sowie in der American Academy of Arts and Sciences und erhielt mehrere Ehrendoktor-Titel.

## Hochhäuser

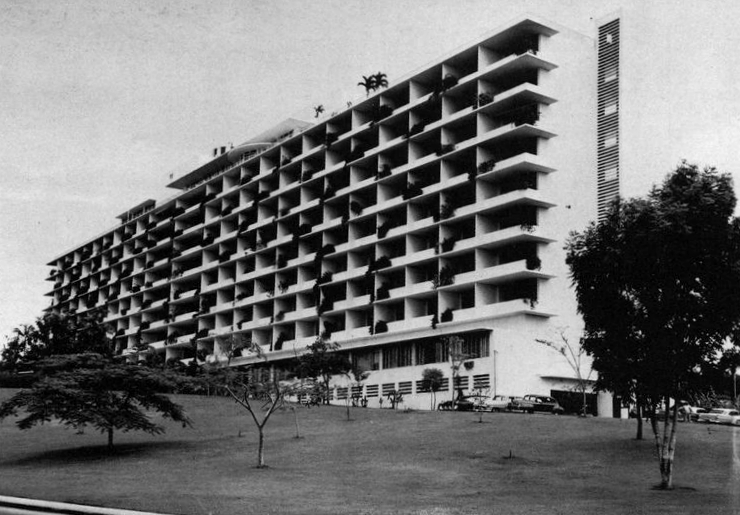
El Panama Hotel (1946–1951)
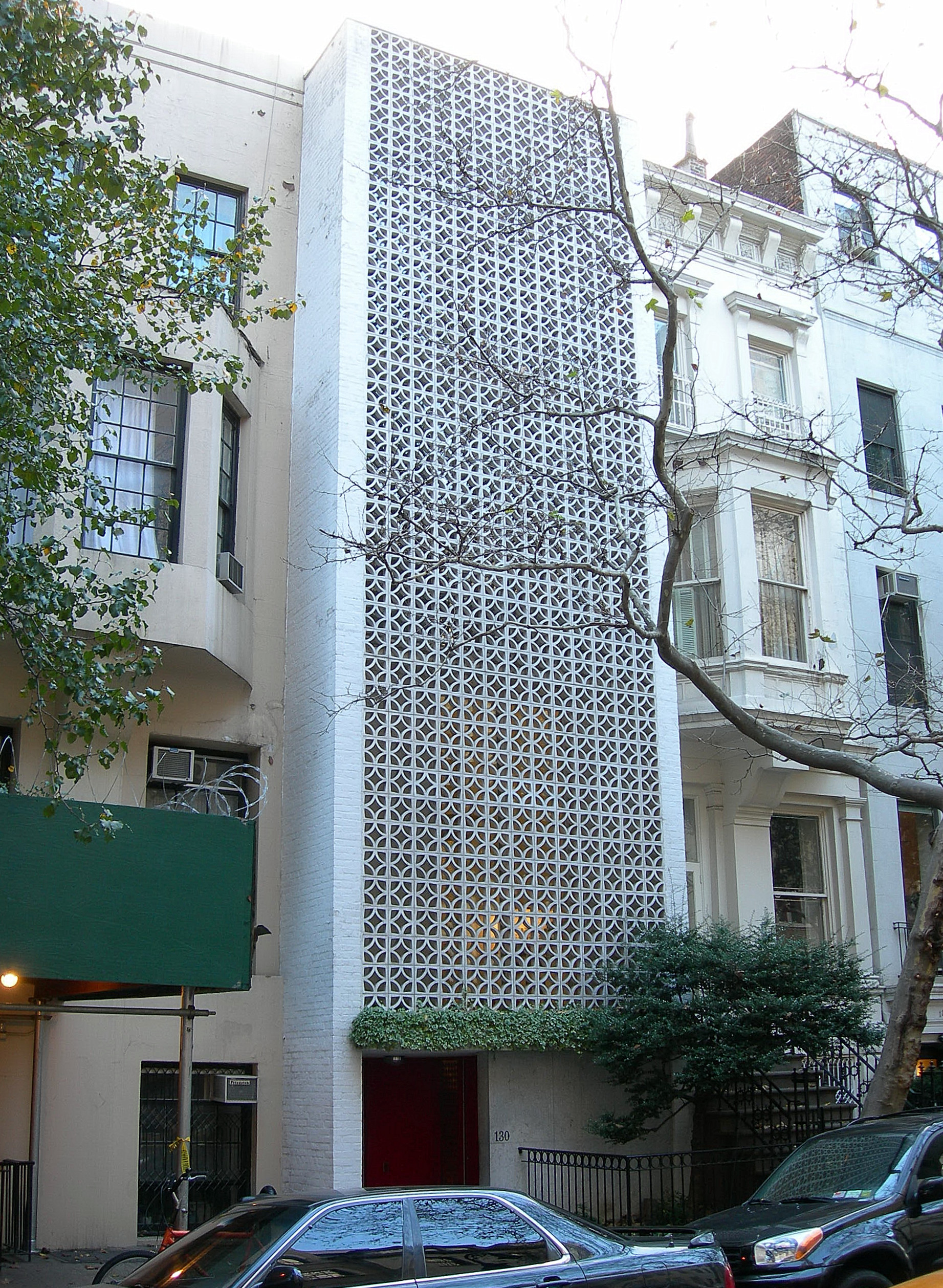
Townhouse, New York (1956)
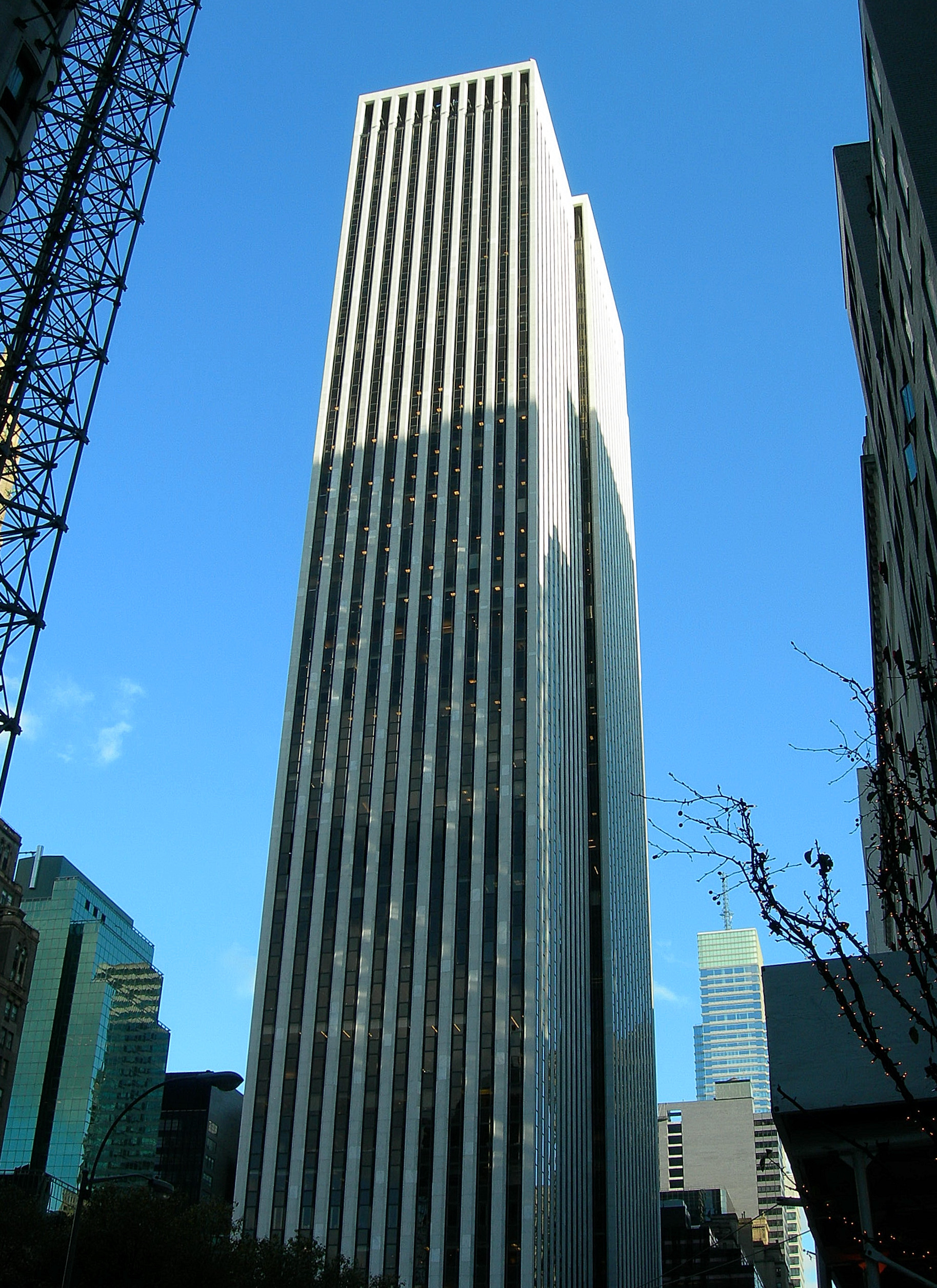
General Motors Building, New York (1964–1968)
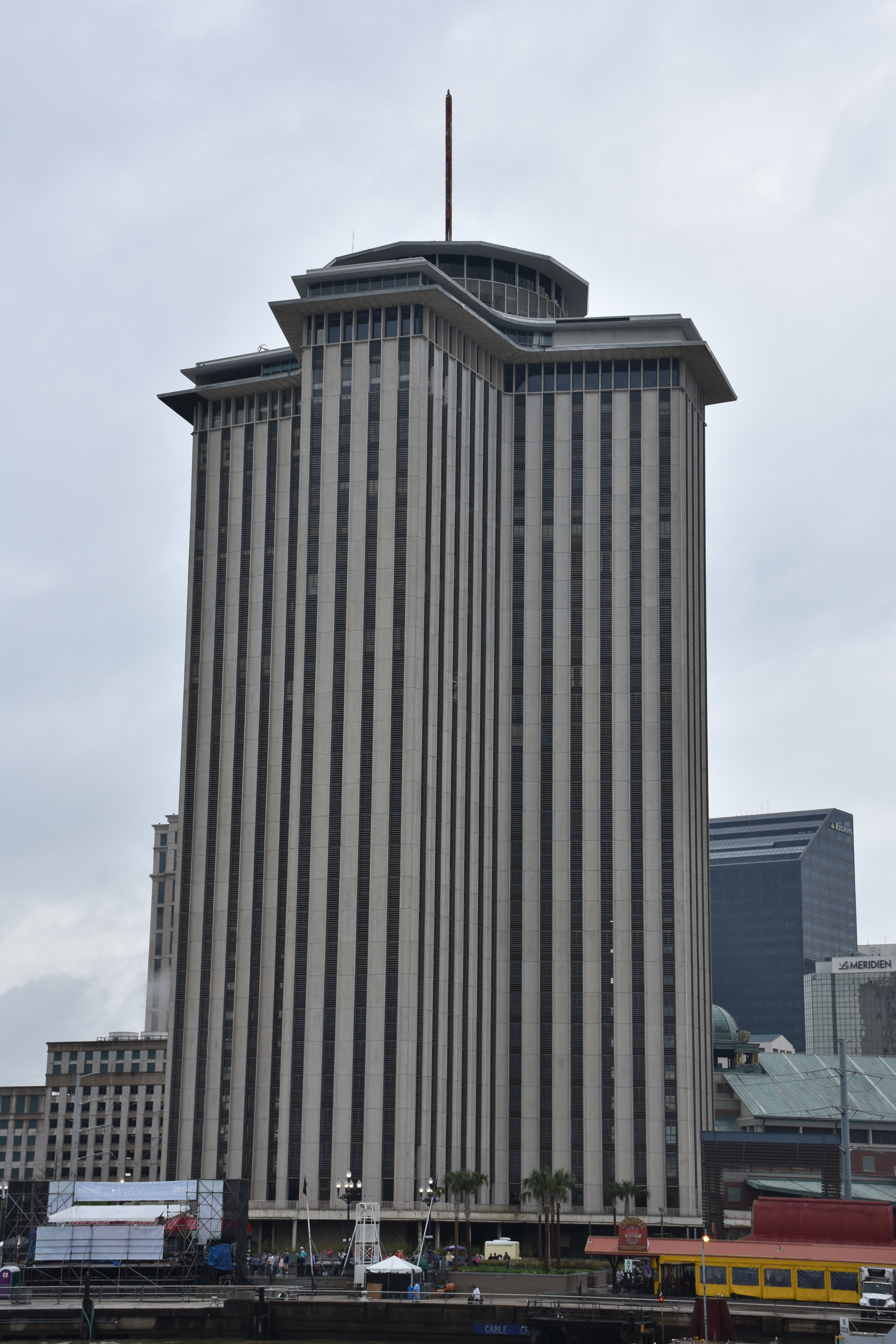
ITM Building, New Orleans (1967)
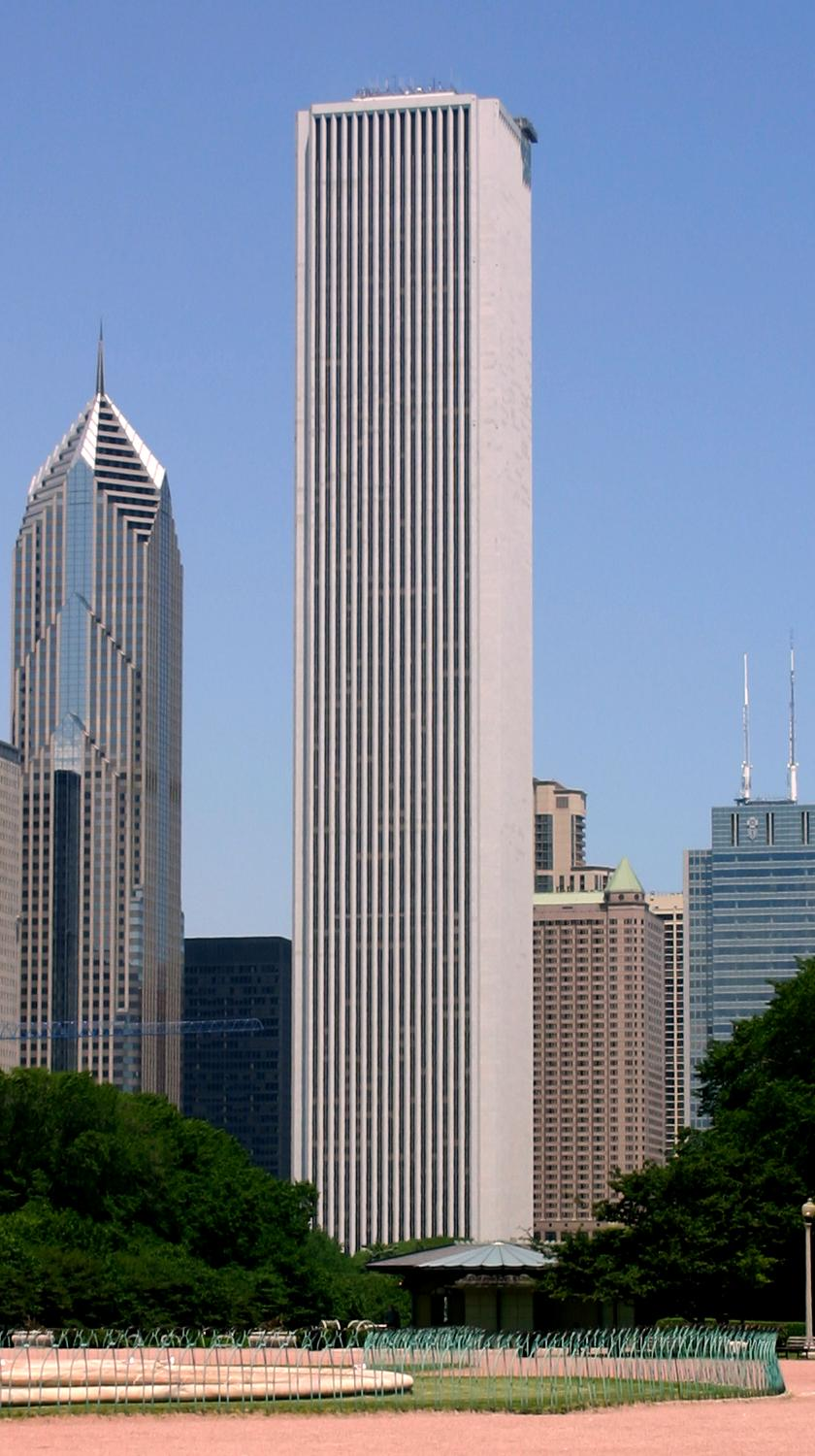
Aon Center, Chicago (1970–1973)
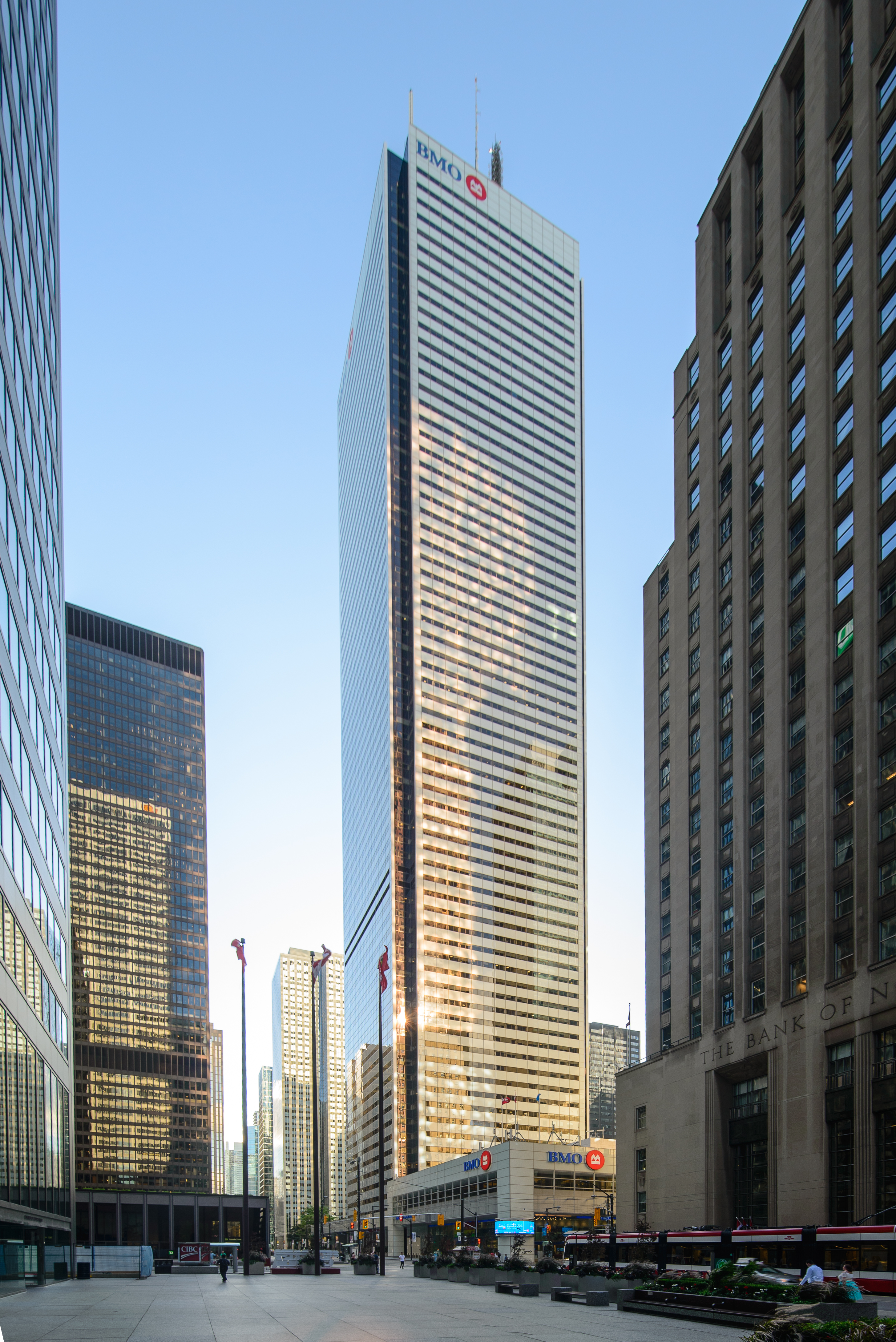
First Canadian Place, Toronto (1975, Designberatung)